# Nazionale femminile di calcio del Liechtenstein
La nazionale di calcio femminile del Liechtenstein  è la rappresentativa calcistica femminile internazionale del Liechtenstein, gestita dalla Federazione calcistica del Liechtenstein.
Al 9 dicembre 2022 la nazionale non rientra nel FIFA/Coca-Cola Women's World Ranking, non avendo ancora disputato partite ufficiali.
Disputò la sua prima partita ufficiale l'11 aprile 2021 in amichevole perdendo in casa 2-1 contro il Lussemburgo.
A ottobre 2024 annuncia la propria partecipazione per la prima volta alla UEFA Women's Nations League 2025. Questo sarà il primo torneo internazionale competitivo ufficiale della squadra femminile lichtensteiniana.

## Partecipazioni al campionato mondiale
- 2023: non partecipante

## Partecipazioni al campionato europeo
- 2022: non partecipante
- 2025: non partecipante